# スピン-スピン緩和

横緩和曲線

核磁気共鳴（NMR）や核磁気共鳴画像法（MRI）において、スピン-スピン緩和（スピン スピンかんわ、英: spin-spin relaxation）、または横緩和（よこかんわ）、T2緩和とは、磁化ベクトルの横軸成分 Mxy が指数関数的に減衰して平衡値である0になっていく過程のことである。この過程はスピン-スピン緩和時間または横緩和時間と呼ばれる時定数 T2 によって特徴づけられる。磁化ベクトルの緩和には、他にもスピン-格子緩和（縦緩和）がある（詳細は核磁気共鳴#緩和を参照）。
スピン-スピン緩和時間 T2 は、縦磁化ベクトルが静磁場に垂直な方向へと倒された直後の磁気共鳴信号：
{\displaystyle M_{xy}(t)=M_{xy}(0)e^{-t/T_{2}}\,}
が、37%（つまり1/e）まで小さくなるのにかかる時間である。
一般的に横緩和は、縦緩和よりも速く回復する。また異なるサンプルや異なる生物組織では異なる横緩和時間 T2 を持っている。たとえば、流体はプロトンよりも遥かに横緩和時間が長い。アモルファス固体はミリ秒オーダーの T2 を持つ一方、結晶固体ではおよそ1/20 ms程度である。

## スピン-スピン緩和の測定
ハーンエコー減衰実験によって、以下のアニメーションの位相緩和時間の測定ができる。